# Kendall Jenner
Kendall Nicole Jenner (ur. 3 listopada 1995 w Los Angeles) – amerykańska supermodelka i celebrytka. Występowała ze swoją rodziną w reality show Z kamerą u Kardashianów. W 2017 roku była najlepiej zarabiającą modelką na świecie.

## Życiorys
Kendall Nicole Jenner urodziła się 3 listopada 1995 w Los Angeles w Kalifornii, jest pierwszą córką Caitlyn Jenner (ówcz. jako Bruce) i Kris Jenner. Jenner ma młodszą siostrę Kylie oraz czworo przyrodniego rodzeństwa. Ze strony rodziny Kris, Kendall ma trzy starsze przyrodnie siostry Kourtney, Kim i Khloé – i jednego starszego przyrodniego brata Roba Kardashiana. Jenner uczęszczała do Sierra Canyon School, zanim zdecydowała się na nauczanie domowe, aby rozwijać się w modelingu. Szkołę ukończyła w 2014 roku.

## Kariera modelki

### 2009–2014: Początki kariery
Jenner zaczęła pracować jako modelka w wieku czternastu lat, kiedy to 12 lipca 2009 roku podpisała kontrakt z agencją modelek Wilhelmina Models. Pierwszym profesjonalnym występem Kendall w roli modelki była sesja w magazynie Paper razem z siostrą Kylie Jenner w 2010 roku. Jej pierwszą kampanią reklamową była kampania Forever 21. Jej zdjęcia prezentowały magazyny OK! i Teen Vogue. 21 listopada 2013 roku Kendall podpisała kontrakt z The Society Management. Była na okładkach m.in. American Cheerleader (2011), Blank (2012), australijskiej edycji Miss Vogue (2012), Harper’s Bazaar (2013) i meksykańskiej edycji Marie Claire (2014) oraz Love Magazine (2014). W listopadzie 2014 roku została ambasadorką kosmetyków Estée Lauder. We wrześniu 2014 roku pojawiła się na New York Fashion Week w pokazach projektantów takich jak: Donna Karan, Diane von Fürstenberg, Tommy Hilfiger i Marc Jacobs. Podczas Tygodnia Mody w Mediolanie brała udział w pokazie Dolce & Gabbana, a na Paryskim Tygodniu Mody szła w pokazie Chanel.

### 2015–2017: Droga do sukcesu
W 2015 roku chodziła w pokazach Chanel, Alexander Wang, Diane von Fürstenberg, Donna Karan, Vera Wang, Michael Kors, Marc Jacobs, Oscar de la Renta, Giles Deacon, Fendi, N°21, H&M oraz Balmain. Tego samego roku po raz pierwszy została wymieniona na liście najlepiej opłacalnych modelek w czasopiśmie Forbes.
W 2016 roku Kendall chodziła w pokazach projektantów: Chanel, Diane Von Fürstenberg, Vera Wang, Michael Kors, Marc Jacobs, Fendi, Versace, Bottega Veneta, Balmain, Dior, Elie Saab i Miu Miu. We wrześniu znalazła się na okładce amerykańskiego wydania magazynu Vogue. W październiku znalazła się na okładce czterech międzynarodowych okładek Vogue’a dla: Australii, Hiszpanii, Japonii i Niemiec, a w styczniu pojawiła się na okładce Vogue Brasil. Wzięła udział w kampanii Mango i La Perla. 31 sierpnia 2016 roku pojawiła się w teledysku do piosenki „Where Is The Love?” zespołu The Black Eyed Peas.
W 2017 roku została ambasadorką marki Adidas Originals, a w kwietniu wystąpiła w reklamie Pepsi. W tym samym roku została nową twarzą zegarków marki Daniel Wellington w kolekcji „Petite Classique”, oraz podpisała kontrakt z marką bieliźnianą La Perla, kontrakt uniemożliwia jej branie udziału w pokazach Victoria’s Secrets.

### Od 2018: Status supermodelki
W 2015 Jenner zadebiutowała na 16. miejscu listy najlepiej zarabiających modelek według magazynu Forbes z szacowanym rocznym przychodem na poziomie 4 milionów dolarów. W 2017 Kendall została uznana przez Forbes za najlepiej zarabiającą modelkę na świecie, tym samym wyprzedzając supermodelkę Gisele Bündchen, która od 2002 prowadziła listę przez ponad 14 lat. W 2018 roku wraz z czterema siostrami stała się wizerunkiem marki Calvin Klein i reprezentowała nową kolekcję, w tym Calvin Klein Underwear i Calvin Klein Jeans. W maju tego samego roku została twarzą kampanii marki Longchamp LGP. W 2019 roku wzięła udział w kampanii polskiej marki Reserved pod nazwą #ciaoKendall, gdzie wcieliła się w różne bohaterki najsłynniejszych filmów włoskich.

## Kariera biznesowa
W 2019 roku modelka nawiązała współpracę z wegańską marką MOON, produkującą produkty do higieny jamy ustnej. Pierwszym produktem, który był owocem wspólnej pracy, okazało się pióro do wybielania zębów. Whitening Pen od Kendall Jenner dobrze się sprzedawał, dlatego w sierpniu 2022 roku pojawiły się nowe smaki – miętowy i różany.
Kendall Jenner w lutym 2021 na profilach w serwisach społecznościowych ogłosiła początek własnej marki alkoholi 818 produkującej tequile. Jak sama Jenner podkreśla od początku, produkcja jest całkowicie ręczna wg tradycyjnych receptur i odbywa się w Jalisco w Meksyku. Celebrytka została skrytykowana za tzw. kulturowe przywłaszczenie meksykańskiego dziedzictwa. Po czasie kontrowersje ustały, a firma zaczęła się rozwijać. Marka 818 otrzymała szereg nagród m.in. najlepiej sprzedającej się tequili w Stanach Zjednoczonych oraz The Chairman’s Trophy.

## Życie prywatne
Kendall w 2013, 2015 i 2016 roku była związana z piosenkarzem Harrym Stylesem. W 2017 roku spotykała się z amerykańskim koszykarzem Blakiem Griffinem, para rozstała się w kwietniu 2018 roku. W czerwcu 2018 roku związała się z Benem Simmonsem, rozstali się po roku związku. Od czerwca 2020 do października 2022 roku Jenner była związana z koszykarzem Devinem Bookerem.